# تپه کردآباد شماره ۶
تپه کردآباد شماره ۶ مربوط به سده‌های اولیه و میانه دوران‌های تاریخی پس از اسلام است و در شهرستان کبودرآهنگ، بخش مرکزی، دهستان حاجیلو، ۶۵۰ متری شمال شرق روستای کردآباد واقع شده و این اثر در تاریخ ۳۰ بهمن ۱۳۸۶ با شمارهٔ ثبت ۲۱۱۹۱ به‌عنوان یکی از آثار ملی ایران به ثبت رسیده است.